# Aigueperse, Rhône
Aigueperse är en kommun i departementet Rhône i regionen Auvergne-Rhône-Alpes i östra Frankrike. Kommunen ligger i kantonen Monsols som tillhör arrondissementet Villefranche-sur-Saône. År 2022 hade Aigueperse 239 invånare.

## Befolkningsutveckling
Antalet invånare i kommunen Aigueperse
| Referens: INSEE |